# Тејер (Мисури)
Тејер (енгл. Thayer) град је у америчкој савезној држави Мисури.

## Демографија
По попису из 2010. године број становника је 2.243, што је 42 (1,9%) становника више него 2000. године.
| Група             | 2000.         | 2010.         |
| Белци             | 2.098 (95,3%) | 2.135 (95,2%) |
| Афроамериканци    | 2 (0,1%)      | 2 (0,1%)      |
| Азијати           | 2 (0,1%)      | 8 (0,4%)      |
| Хиспаноамериканци | 37 (1,7%)     | 37 (1,6%)     |
| Укупно            | 2.201         | 2.243         |